# Vila Franca (Viana do Castelo)
Vila Franca es una freguesia portuguesa del concelho de Viana do Castelo, con 9,01 km² de superficie y 1.824 habitantes (2001). Su densidad de población es de 202,4 hab/km².